# Nazaret (ort i Spanien)
Nazaret är en ort i Spanien.   Den ligger i provinsen Provincia de Las Palmas och regionen Kanarieöarna, i den sydvästra delen av landet, 1 600 km sydväst om huvudstaden Madrid. Nazaret ligger 207 meter över havet och antalet invånare är 10 000. Den ligger på ön Lanzarote.
Terrängen runt Nazaret är huvudsakligen kuperad, men åt nordväst är den platt.  Närmaste större samhälle är Arrecife, 8,5 km söder om Nazaret. Runt Nazaret är det i huvudsak tätbebyggt.